# Saint-Rémy (Ain)
Saint-Rémy ist eine französische Gemeinde mit 922 Einwohnern (Stand: 1. Januar 2022) im Département Ain in der Region Auvergne-Rhône-Alpes. Sie gehört zum Kanton Bourg-en-Bresse-2 im Arrondissement Bourg-en-Bresse.

## Geographie
Die Gemeinde Saint-Rémy liegt etwa fünf Kilometer westsüdwestlich von Bourg-en-Bresse in der historischen Provinz Bresse im Nordosten der >Seenlandschaft Dombes an der Veyle. Nachbargemeinden von Saint-Rémy sind Buellas im Nordwesten und Norden, Saint-Denis-lès-Bourg im Norden und Nordosten, Péronnas im Osten, Saint-André-sur-Vieux-Jonc im Süden sowie Montracol im Westen.

## Bevölkerungsentwicklung
| Jahr                       | 1962 | 1968 | 1975 | 1982 | 1990 | 1999 | 2011 | 2021 |
| Einwohner                  | 303  | 302  | 432  | 551  | 668  | 813  | 942  | 943  |
| Quellen: Cassini und INSEE |      |      |      |      |      |      |      |      |

## Sehenswürdigkeiten
- Kirche Saint-Rémy (Monument historique)
- Festes Haus Le Châtelard, um 1280 erbaut
- zwei Wassertürme

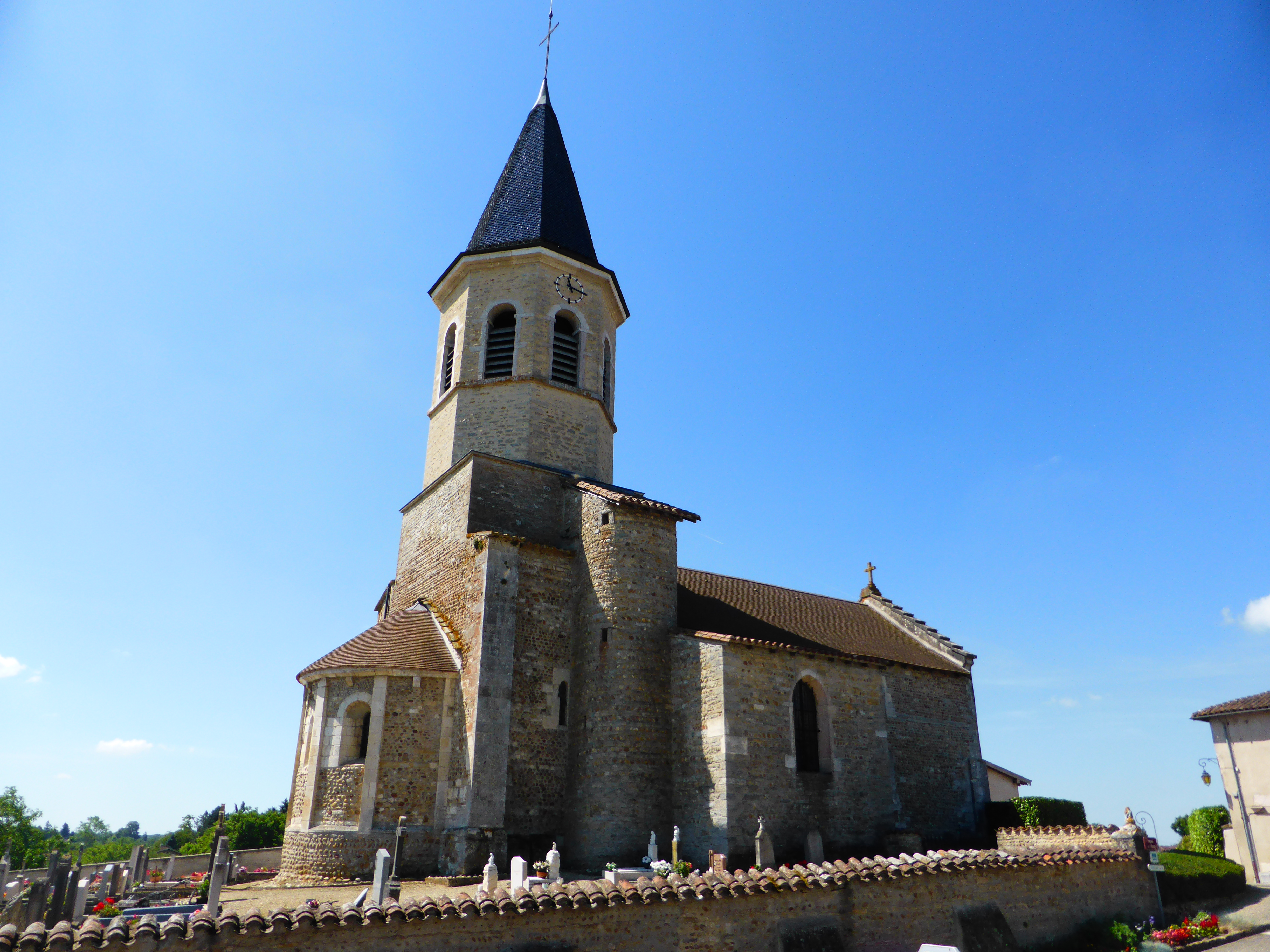
Kirche Saint-Rémy
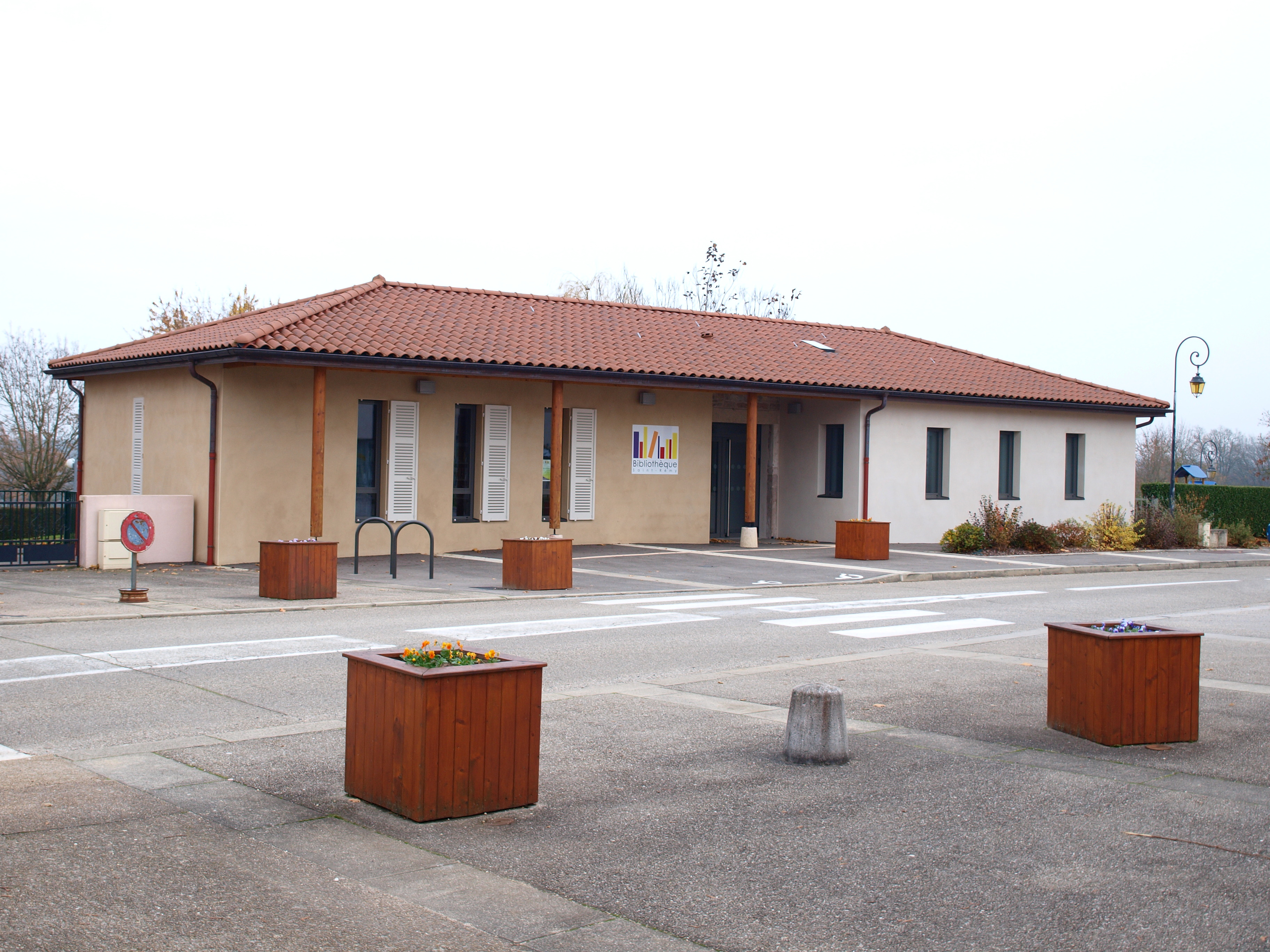
Bibliothek
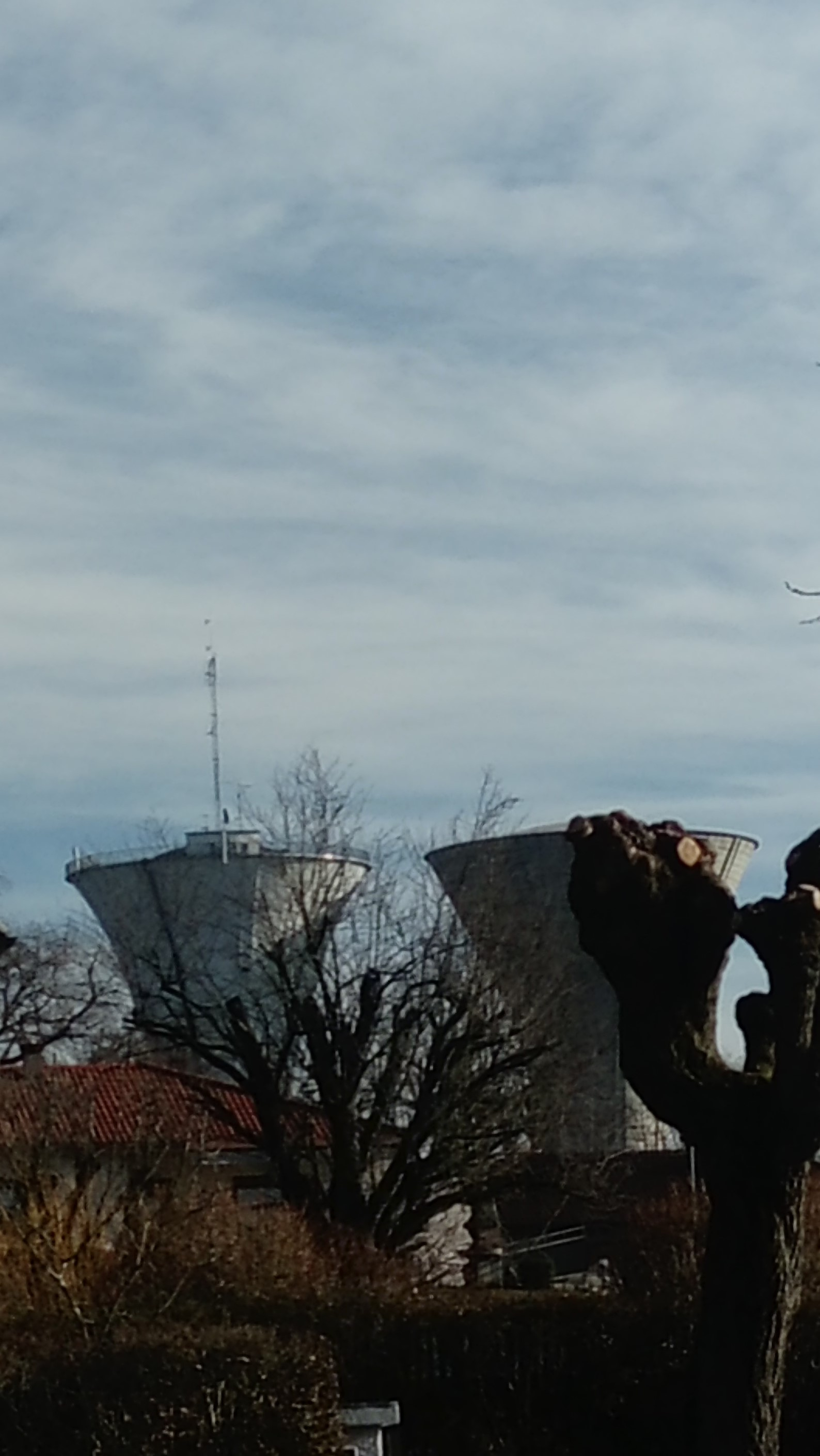
Wassertürme
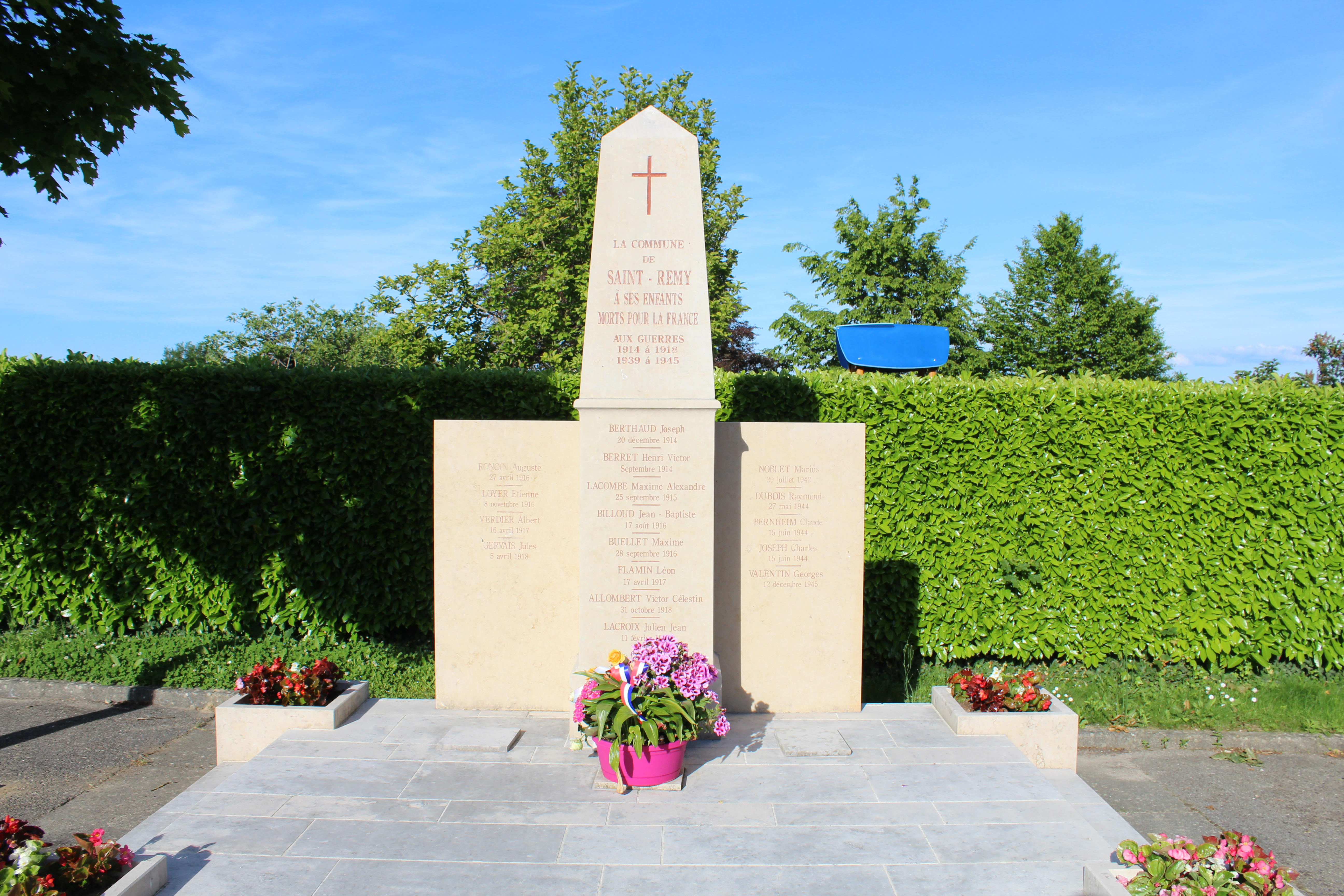
Gefallenendenkmal